# Хиллиард, Сэм
Сэмюэл Боман Хиллиард (англ. Samuel Beauman Hilliard; 21 февраля 1994, Мансфилд, Техас) — американский бейсболист, аутфилдер клуба Главной лиги бейсбола «Колорадо Рокиз». На студенческом уровне выступал за команду Уичитского университета.

## Биография
Сэм Хиллиард родился 21 февраля 1994 года в Мансфилде в штате Техас. Один из трёх сыновей в семье Роберта Джеймса и Тамары Хиллиард. Его мать в 1984 году стала победительницей конкурса Мисс Техас, а годом позже заняла второе место на конкурсе Мисс Америка. Он окончил старшую школу Мансфилда cum laude, играл за её команды по бейсболу и баскетболу. Затем Хиллиард провёл по году в Колледже Наварро в Корсикане и Краудерском колледже в Неошо. На драфте Главной лиги бейсбола 2014 года он был выбран «Миннесотой» в 31-м раунде, но от подписания контракта отказался и поступил в Уичитский университет.
Летом 2015 года Хиллиард был задрафтован повторно, в 15-м раунде его выбрал клуб «Колорадо Рокиз». В течение пяти следующих лет он постепенно продвигался в фарм-системе Рокиз, проведя по одному из сезонов на каждом уровне. В 2019 году он сыграл 126 матчей и выбил 35 хоум-ранов в составе команды AAA-лиги «Альбукерке Изотопс».
В Главной лиге бейсбола Хиллиард дебютировал в августе 2019 года. До конца регулярного чемпионата он сыграл 27 матчей, отбивая с показателем 27,3 %. В конце года он принял участие в серии организованных лигой благотворительных мероприятий по сбору средств для фондов, занимающихся поддержкой исследований бокового амиотрофического склероза. Годом ранее эта болезнь была диагностирована у отца Хиллиарда. В сокращённом из-за пандемии COVID-19 сезоне 2020 года он провёл 36 матчей. Главной проблемой в его игре стал резко выросший показатель получаемых страйкаутов: он увеличился с 26,4 % в 2019 году до 36,8 %. По ходу регулярного чемпионата 2021 года он испытывал проблемы с игрой на бите, объяснявшиеся личными причинами. Часть сезона Хиллиард провёл в «Альбукерке». Всего за основной состав «Рокиз» он сыграл 81 матч с эффективностью отбивания 21,5 %.